# ジェイビル
ジェイビルはアメリカに本社を置くEMS企業。1966年 ミシガン州デトロイトにて設立。
自動車、家電、ネットワーク周辺機器等のメーカーに、全世界42拠点で、回路設計、基板設計、修理・保守などの サービスを行っている。

## 概要
社名の由来は創設者のジェームズとビルに由来する。
1979年のゼネラルモーターズとの大口契約を機に、市場を拡大。1998年5月5日 ニューヨーク証券取引所に上場。
アメリカ以外にベルギー、ブラジル、中国、イギリス、オーストリア、インド、日本、マレーシア、メキシコ、ハンガリー、ポーランド、ベトナム、シンガポールに拠点を持っている。
日本法人は2001年2月に設立。日本国内の工場は御殿場市にあり、放送システムや通信機器を受託製造している。（ジェイビルサーキット御殿場）元々はNECの製造子会社であり、御殿場日本電気という社名であったが、2003年6月2日ジェイビルがNECより買収し現在に至る。